# 一夜狂欢 (电影)
《一夜狂欢》（英語：A Hard Day's Night）是一部1964年的英国黑白音樂喜剧电影，在“披头士狂热”的高峰期由理查德·莱斯特导演，披头士乐队主演。本片编剧为阿伦·欧文，原版由美联公司发行。这部电影描写了乐队生活中的几天，被认为是史上最好、最有影响力的音乐电影之一。

## 脚注
1. ↑  Alexander Walker, Hollywood, England, Stein and Day, 1974 p241
2. ↑  Box Office Information for A Hard Day's Night. （页面存档备份，存于） The Numbers. Retrieved April 30, 2013.
3. .   [2024-12-02]. （原始内容存档于2024-12-15）.